# Municipio de Bentinck
El municipio de Bentinck (en inglés: Bentinck Township) es un municipio ubicado en el condado de Bottineau en el estado estadounidense de Dakota del Norte. En el año 2010 tenía una población de 25 habitantes y una densidad poblacional de 0,27 personas por km².

## Geografía
El municipio de Bentinck se encuentra ubicado en las coordenadas 48°51′2″N 101°10′6″O / 48.85056, -101.16833. Según la Oficina del Censo de los Estados Unidos, el municipio tiene una superficie total de 93.13 km², de la cual 92,48 km² corresponden a tierra firme y (0,69 %) 0,64 km² es agua.

## Demografía
Según el censo de 2010, había 25 personas residiendo en el municipio de Bentinck. La densidad de población era de 0,27 hab./km². De los 25 habitantes, el municipio de Bentinck estaba compuesto por el 92 % blancos y el 8 % eran de una mezcla de razas. Del total de la población el 0 % eran hispanos o latinos de cualquier raza.